# Bryomanginia saint-pierrei
Bryomanginia saint-pierrei là một loài rêu trong họ Ditrichaceae. Loài này được Thér. mô tả khoa học đầu tiên năm 1931.